# Йосиф Иванов
Йосиф (Йоско, Йосе) Иванов (Йонев) е български революционер, четник, деец на Вътрешната македоно-одринска революционна организация.

## Биография
Йосиф Иванов е роден в 1888 година в Куманово, тогава в Османската империя, днес в Северна Македония. Влиза във ВМОРО, четник е в Кумановско.
При избухването на Балканската война в 1912 година е доброволец в Македоно-одринското опълчение, служи в 3-та рота на 10-а прилепска дружина. Награден с народен орден „За храброст“ IV степен.
След като родният му край попада в Сърбия след Междусъюзническата война Иванов продължава с революционната си дейност и в 1914 година е четник на Дончо Ангелов, а в 1915 година на Кръсто Лазаров и на Дончо Ангелов.
По случай 15-ата годишнина от Илинденско-Преображенското въстание, през Първата световна война е награден с народен орден „За военна заслуга“ VI степен за заслуги към постигане на българския идеал в Македония.
Убит е от анархисти в Кюстендил в 1924 година.